# Маркизова лужа
Марки́зова лу́жа — ироничное, фольклорное и разговорно-бытовое название Невской губы — части Финского залива от устья Невы до острова Котлин либо всего Финского залива.

## История
Возникло в первой трети XIX века в среде офицеров Балтийского флота. Происходит от титула тогдашнего (1811—1828) морского министра России маркиза Жан-Батиста де Траверсе, французского эмигранта на русской службе, при котором почти прекратились дальние морские походы, а плавания флота осуществлялись не дальше Кронштадта. Морской министр, бывший прежде командующим гребным флотом Российской империи и получивший боевой опыт в стеснённых условиях финских шхер, полагал небольшие глубины и закрытость Невской губы необходимыми условиями боевой подготовки. Кроме природных стеснений, русский флот во времена Траверсе испытывал и денежные стеснения, чем также обусловливалась недалёкость его плаваний.

## Маркизова лужа в современном языке
Название, широко распространённое в XIX веке, и сейчас также нередко используется для обозначения Невской губы, особенно когда необходимо подчеркнуть её мелководность и небольшой размер по сравнению с открытым морем. Помимо народного языка, это название можно встретить в прессе, литературе, в названиях различных петербургских заведений. История перехода дворянского титула на акваторию возле Петербурга неоднократно описывалась в произведениях Валентина Пикуля и Николая Задорнова.
— Не извольте сомневаться, Карл Васильевич,— Меншиков махнул ладонью,— прошлые исследования ошибочны… Чего не бывает! Ведь там океан, а не Маркизова лужа.

Это был оскорбительный намёк. Нессельроде когда-то учился в Морском корпусе, но плавал только между Петербургом и Кронштадтом по той части залива, что в память ленивого маркиза де Траверсе, возглавлявшего когда-то флот, прозвана Маркизовой лужей. Словом, князь, видно, хотел сказать, что сфера канцлера — Маркизова лужа. Все так поняли это, видимо, и в прямом и в переносном смысле. Опять все закачались в креслах, одни со смеху, другие от того, что хотели показать, как это не смешно, как возмутительно…
— Николай Задорнов, «Капитан Невельской»